# Avenue Marceau
Koordinaten: 48° 52′ N, 2° 18′ O
Die Avenue Marceau ist eine 910 Meter lange und 40 Meter breite Straße in Paris. Sie bildet die Grenze zwischen dem 8. Arrondissement im Osten (gerade Nummern) und dem 16. Arrondissement im Westen (ungerade Nummern). 

## Lage
Die Straße beginnt im Süden bei Nummer 6 der Avenue du Président-Wilson und endet im Norden an der Place Charles-de-Gaulle mit dem Triumphbogen.
Der Bus der RATP 92 hat hier mehrere Haltestellen.

## Namensursprung
Die Straße, die ihren heutigen Namen 1879 zu Ehren des französischen Generals François Séverin Marceau (1769–1796) erhielt, trug zuvor zwölf Jahre lang die Bezeichnung Avenue Joséphine.

## Geschichte
Die Straße wurde per Erlass vom 13. August 1854 zwischen der Rue de Presbourg und der Place Charles-de-Gaulle (damals noch Place de l’Étoile) angelegt. Am 6. März 1858 wurde sie ab der Rue de Presbourg und der Avenue du Trocadéro (damals noch Avenue de l’Empereur) unter dem Namen «Avenue de Joséphine» verlängert. Der heutige Namen wurde am 16. August 1879 festgelegt. Die «Rue Marceau» im 12. Arrondissement wurde mit gleichem Erlass in Rue de Wattignies umbenannt.

## Sehenswürdigkeiten
- Nr. 5: beherbergt die Fondation Pierre Bergé – Yves Saint Laurent und war früher Sitz des Modeschöpfers Yves Saint Laurent (1936–2008), das im Oktober 2017 zum Musée Yves Saint Laurent de Paris wurde.
- Nr. 11: Bibliothek Octavio Paz des Instituto Cervantes.
- Nr. 22: Sitz der Botschaft Spaniens in Frankreich.
- Nr. 31: Église Saint-Pierre-de-Chaillot.
- Nr. 48: Als Heranwachsende lebte Leslie Caron (* 1931) einige Jahre in der fünften Etage mit einem ringsum verlaufenden Balkon.[3]
- Nr. 61: Hier verstarb der britische Metallurg Sidney Thomas (1850–1885) im Alter von 34 Jahren.[4]
- Nr. 64: Hier befindet sich das Luxushotel InterContinental.
- Nr. 70: Die Schauspielerin Marthe Brandès (1862–1930) bewohnte ein Appartement im Haus.
- Nr. 81: gehörte Pierre-Gabriel Chandon de Briailles, einem ehemaligen Miteigentümer des Champagnerhauses Moët & Chandon.

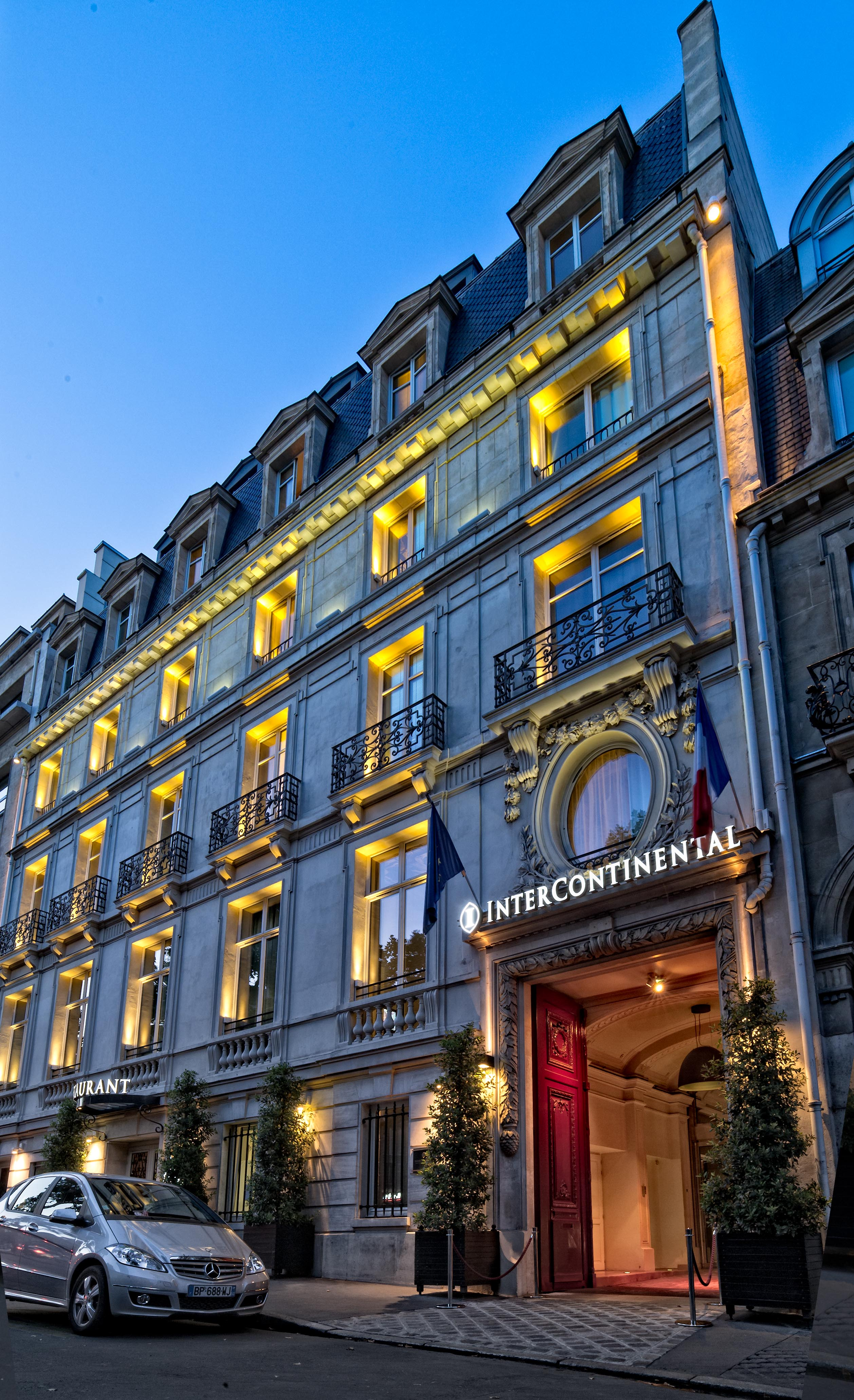
Fassade des Hôtel InterContinental Marceau, Nr. 64
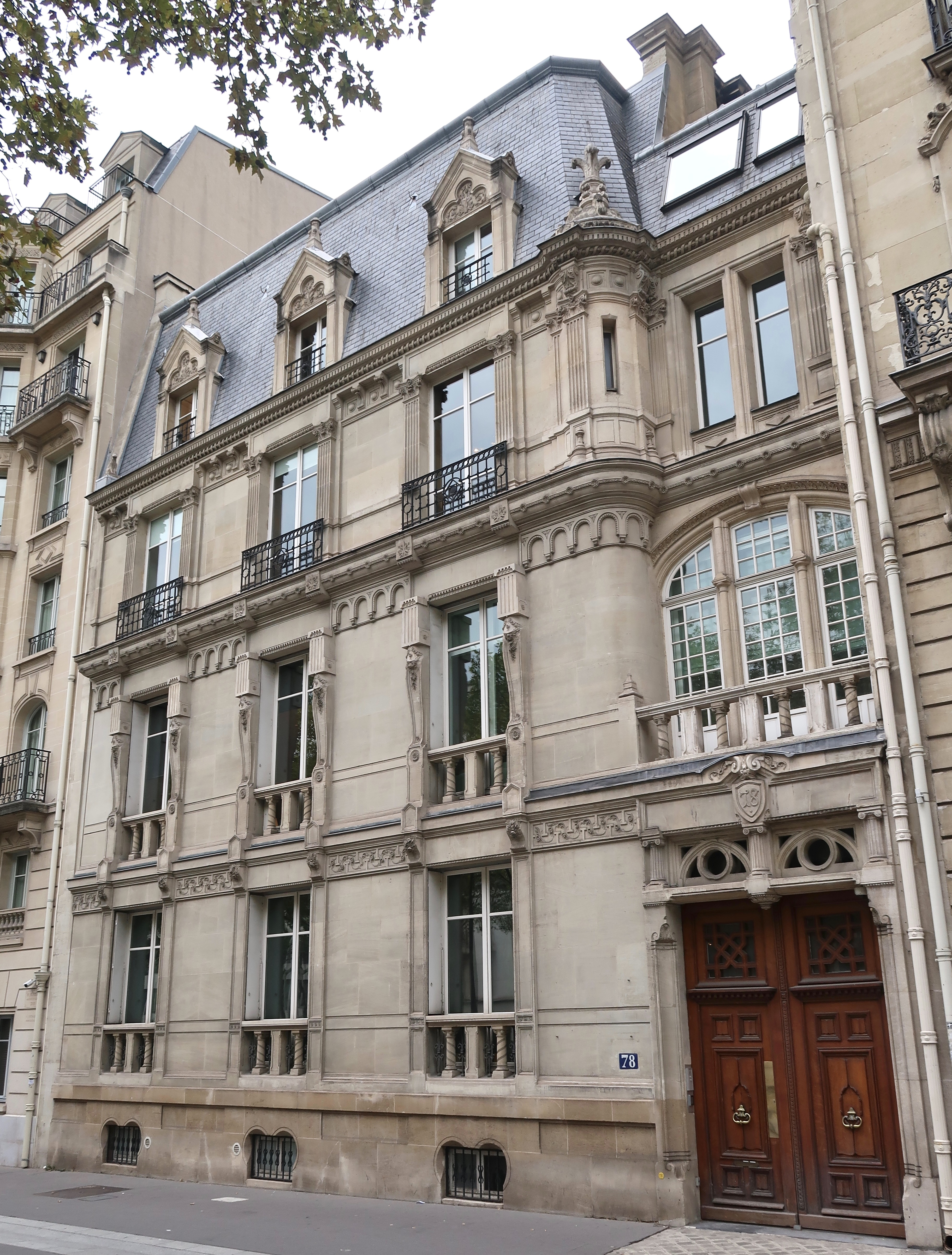
Hôtel Houette, Nr. 78
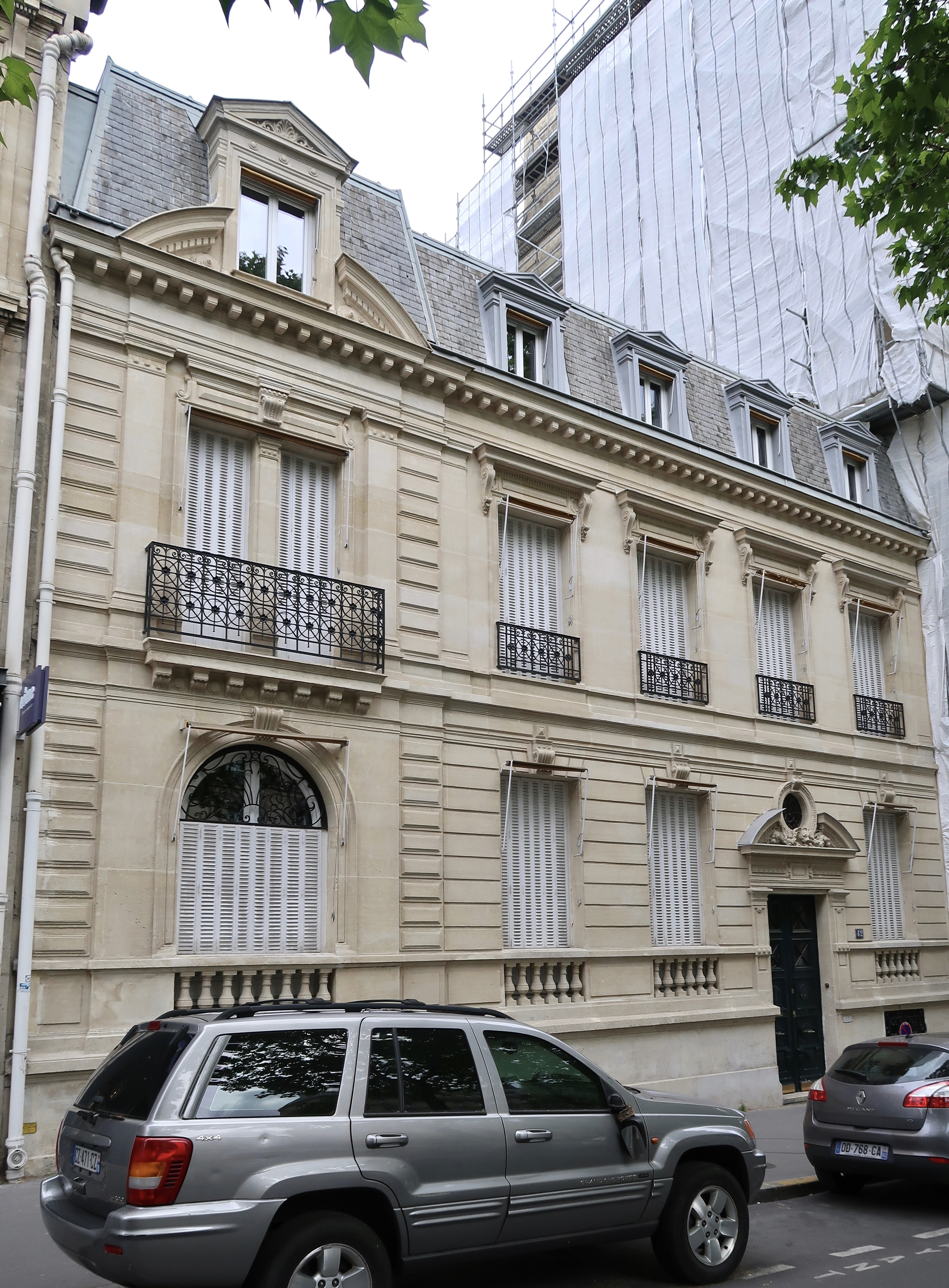
Hôtel Duprada, Nr. 42
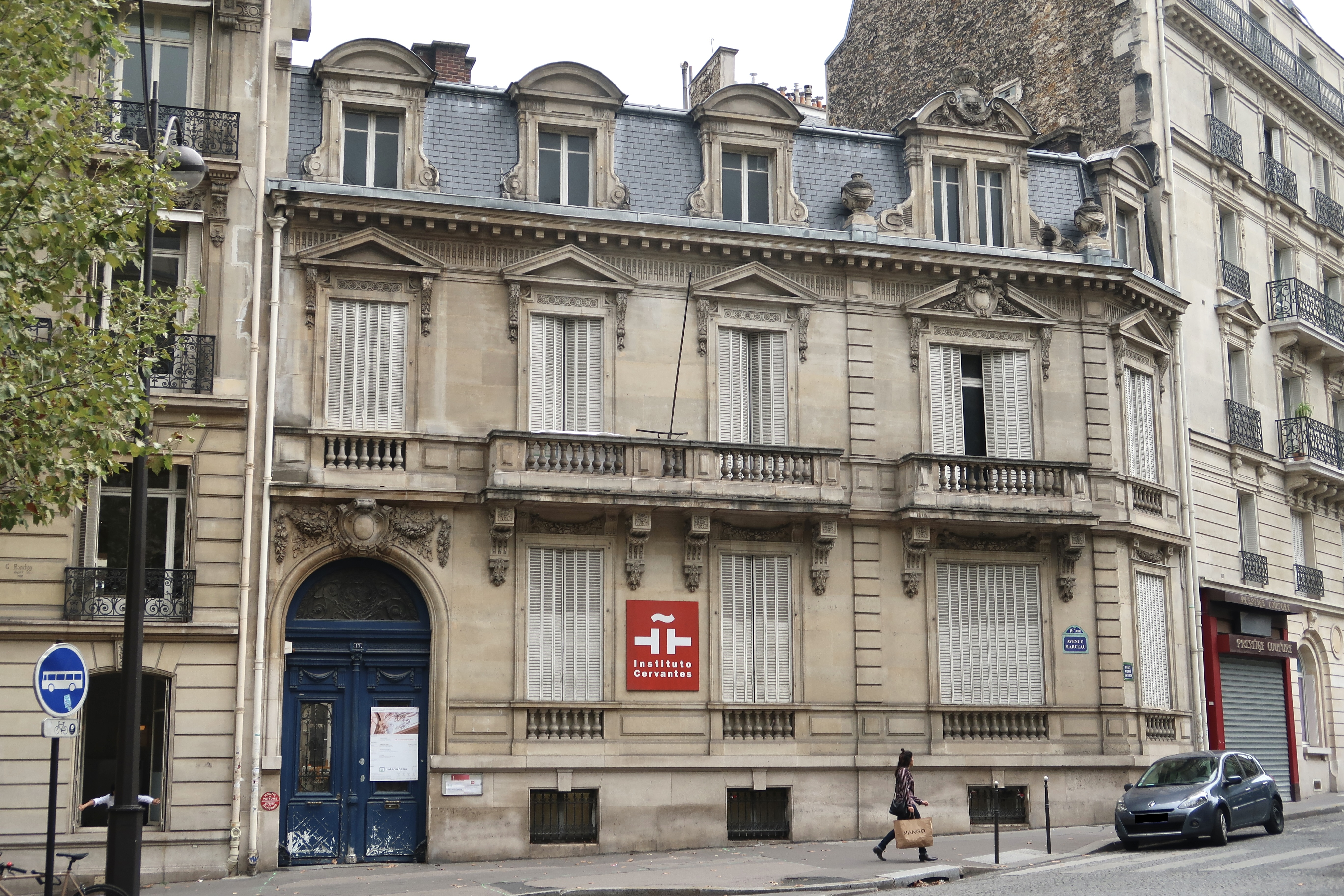
Bibliothek Octavio Paz, Nr. 11
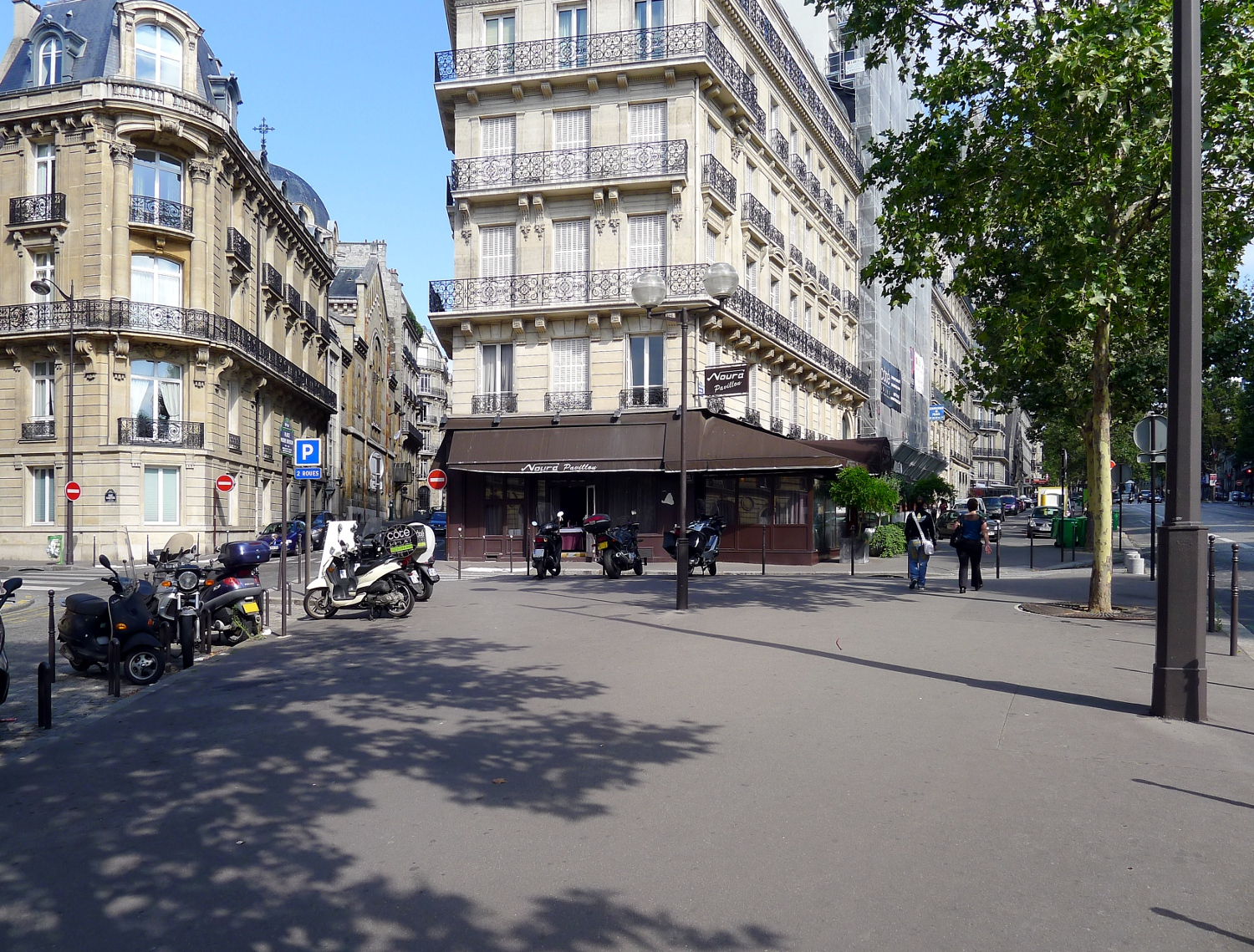
Avenue Marceau
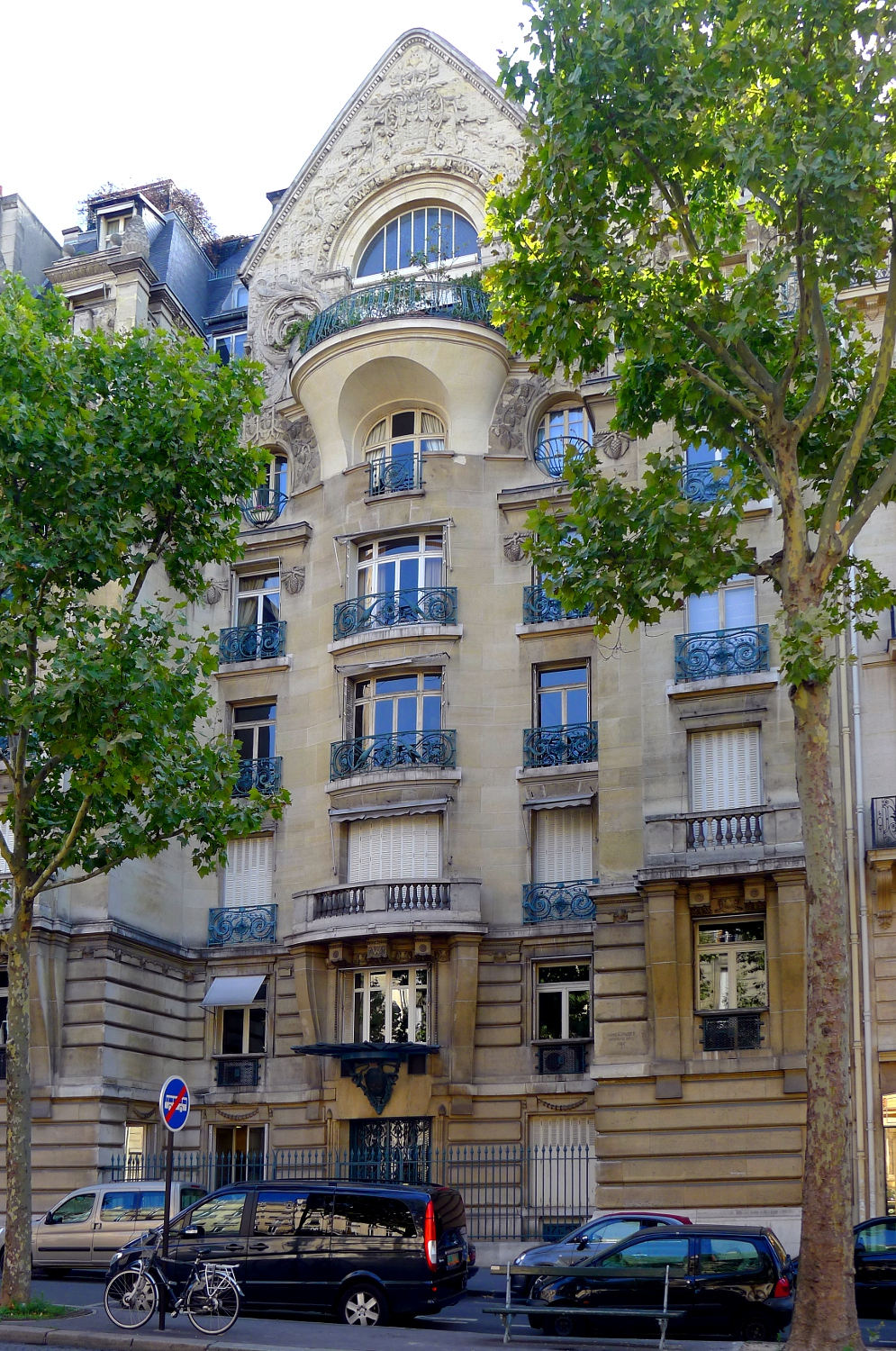
Haus Nr. 30
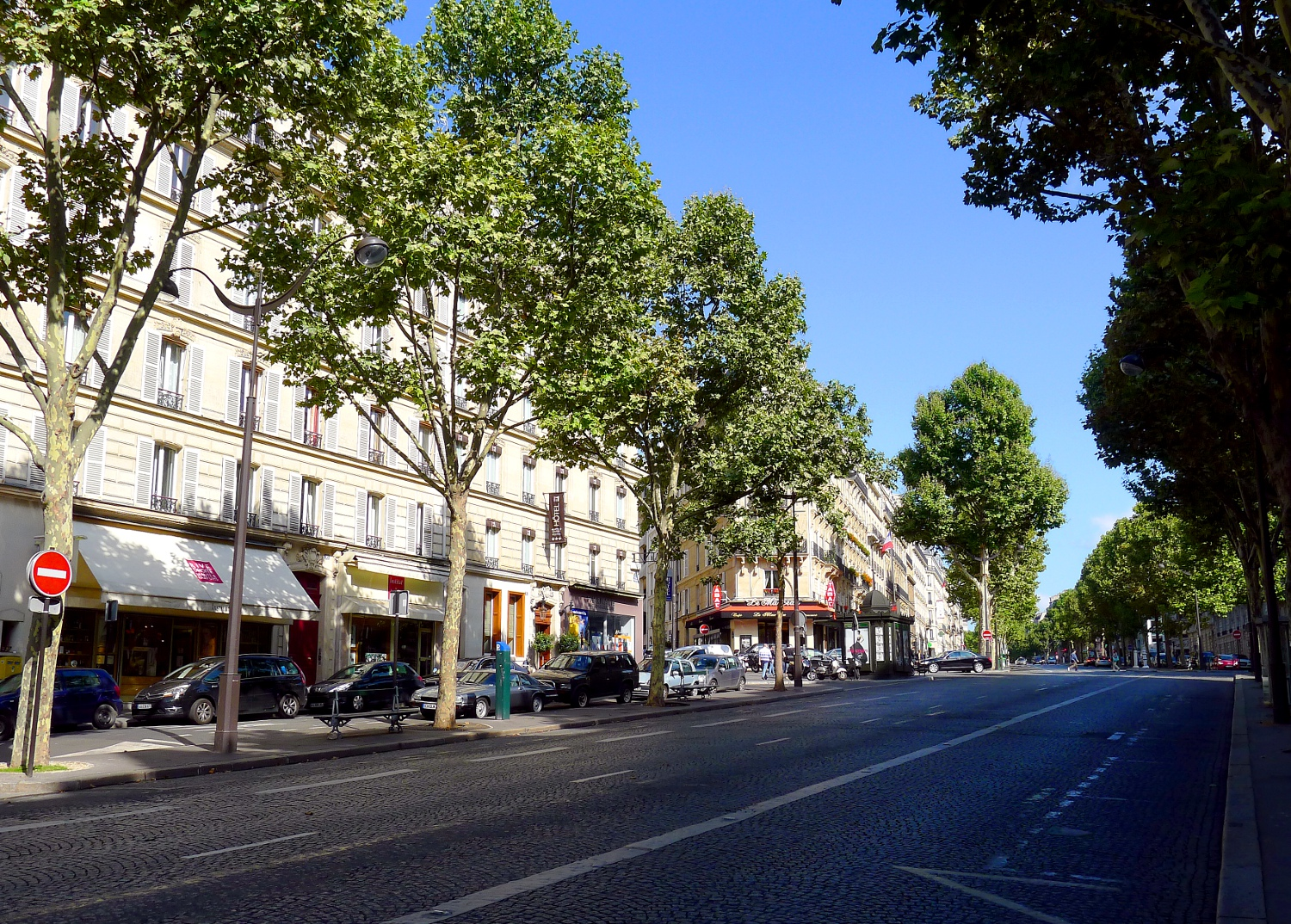
Avenue Marceau

Gegen zwei Häuser der Straße gab es in den 1980er Jahren Anschläge der linksradikalen Terrororganisation Action Directe: am 15. April 1980 mittels einer fehl gesteuerten Rakete gegen die in der vierten Etage der Nummer 83 befindliche Verlagsgruppe Hachette Livre, die eigentlich für das in der fünften Etage befindliche Büro des Transportministeriums bestimmt war. Am 19. August 1982 und am 14. April 1985 folgten zwei Attentate gegen die in Haus 48 befindlichen Räumlichkeiten der politisch rechts stehenden Wochenzeitung Minute.

### Berühmte Bewohner
- Mylène Farmer (1961-), Chanteuse (de 1988 à 1994).
- Marthe Brandès (1862–1930), Komödiant (Nr. 70, 1910).
- Albert Vandal (1853-1910), Historiker der Académie française (nr. 32, 1910).

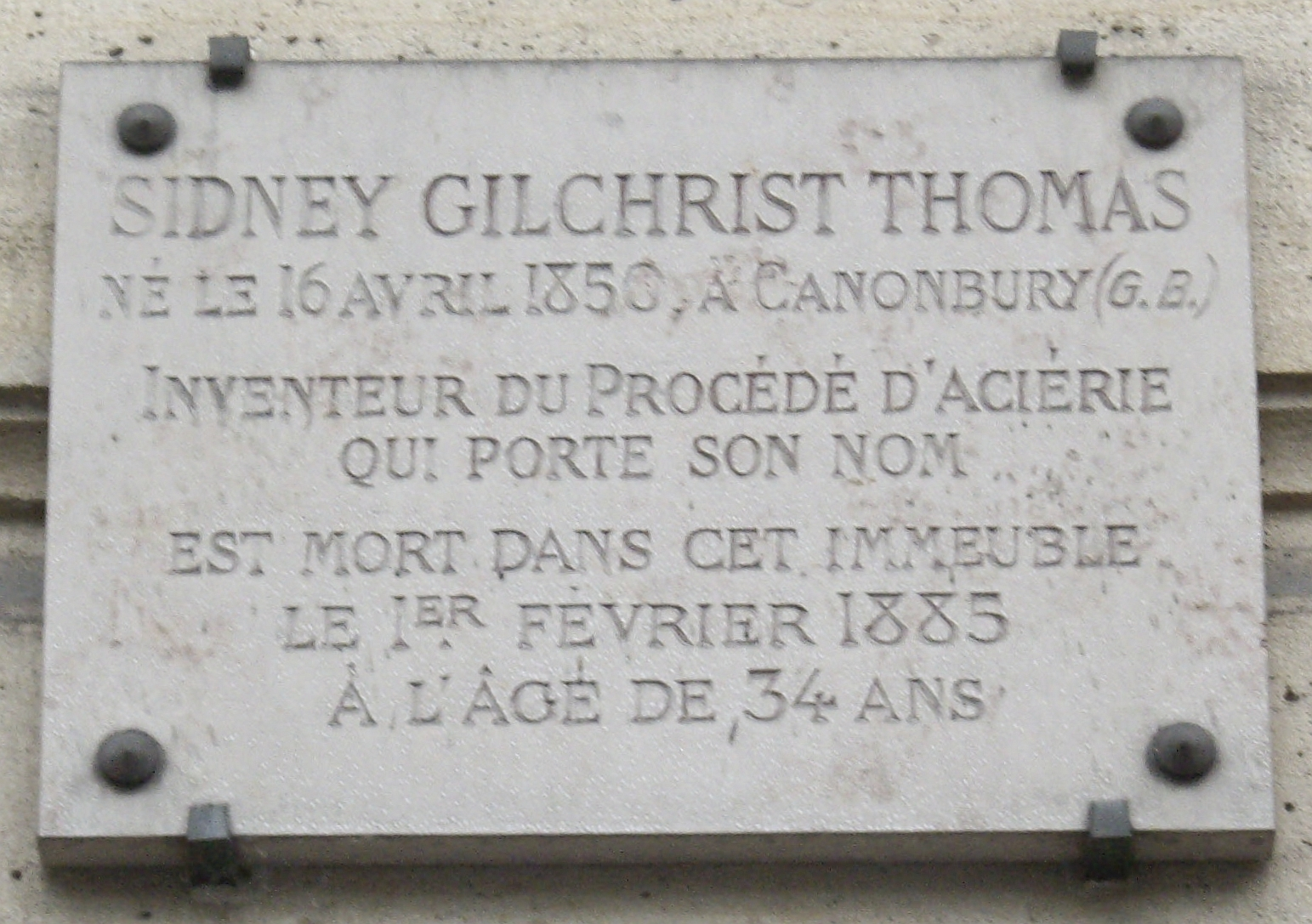
Tafel an Nr. 61 zu Ehren des Ingenieurs Sidney Gilchrist Thomas, der hier verstarb
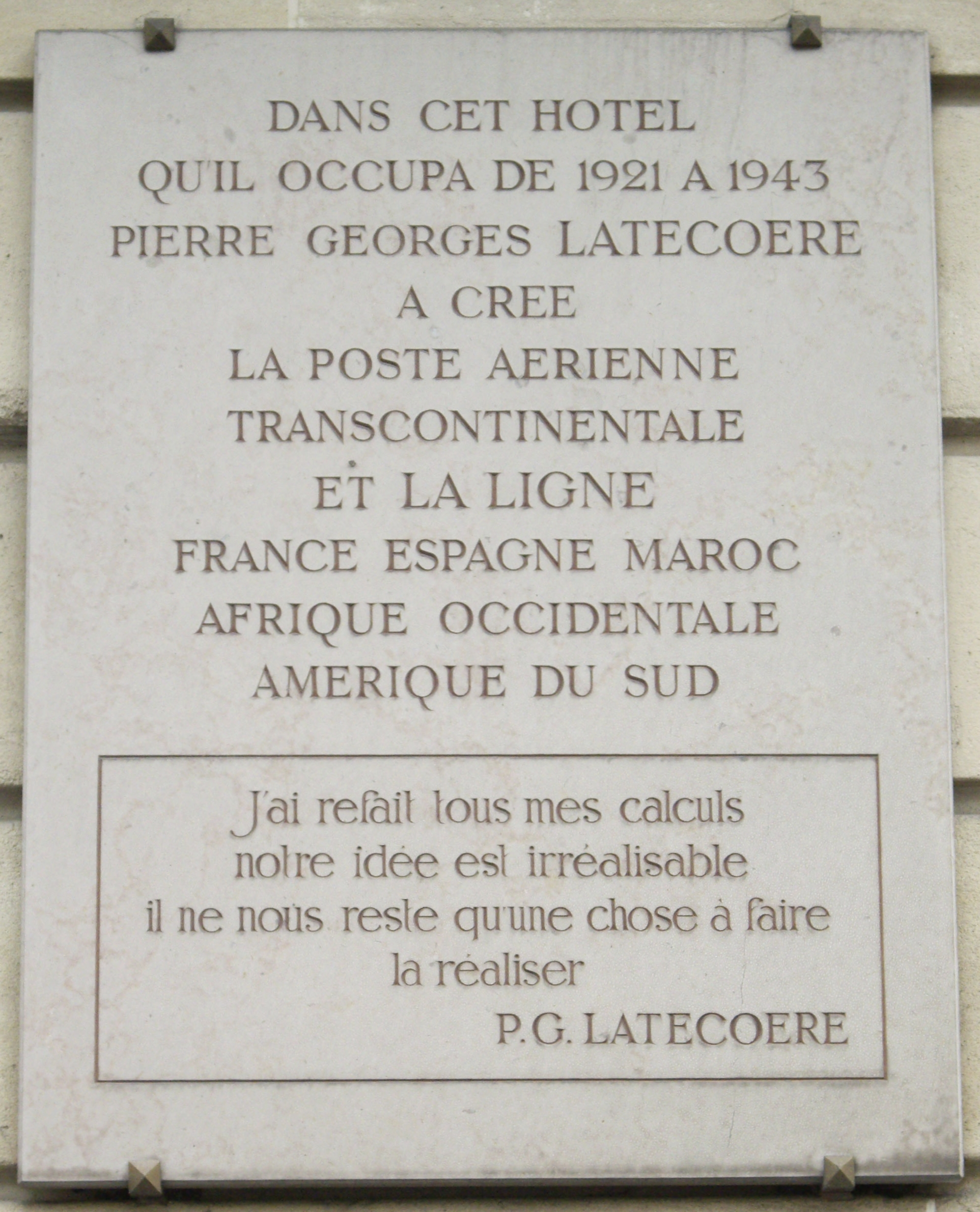
Tafel an Nr. 79bis zu Ehren des Luftfahrtpioniers Pierre-Georges Latécoère

## Sonstiges
Sophie Marceau (* 1966 als Sophie Maupu) suchte als angehende Schauspielerin einen neuen Nachnamen, um ihn als Künstlername zu verwenden. Angeblich befand sie sich gerade an der Place Charles-de-Gaulle, als sie auf die Idee gekommen sein soll, einmal um den Triumphbogen zu gehen und sich auf der Suche nach einem geeigneten Künstlernamen die Straßenschilder anzusehen. Dabei habe sie sich für den Namen Marceau entschieden.
Ein 2005 publiziertes Buch von Hervé Chayette trägt den Titel 76, avenue Marceau, unter dem auch eine Talkshow der Reihe Un livre un jour produziert wurde.